# معركة أجنادين
معركة أجنادين هي معركة وقعت بين المسلمين والبيزنطيين عام 634 م. ووقعت أحداث المعركة في أرض فلسطين على مقربةٍ من مدينة الرملة حيث عسكر المسلمون في قرية عجور شمال غرب مدينة الخليل، في حين عسكر جيش الروم في قرية بيت جبرين لتجميع الجيوش القادمة من أكثر من مكانٍ للمؤازرة.

## مقدمة
كان الصحابي خالد بن سعيد بن العاص، أول قائد عقد له أبو بكر الصديق لواء فتح الشام، وأمره بأن يعسكر بجيشه في تيماء شمالي الحجاز، وأوصاه بعدم البدء في القتال إلا إذا قُوتل، وكان الخليفة الحصيف يقصد من وراء ذلك أن يكون جيش خالد عونًا ومددًا عند الضرورة، وأن يكون عينه على تحركات الروم لا أن يكون طليعة لفتح بلاد الشام.
وحدث ما كان منه بدٌ، فقد اشتبك خالد بن سعيد مع الروم التي استنفرت بعض القبائل العربية من بهراء وكلب ولخم وجذام وغسان لقتال المسلمين، ولم تكن قوات خالد تكفي لقتال الروم، فُهزم هزيمة قاسية في مرج الصفر في (4 من المحرم 13 هـ = 11 من مارس 634م) واستشهد ابنه في المعركة، ورجع بمن بقي معه إلى «ذي مروة» ينتظر قرار الخليفة.

## أبوبكر الصديق يعقد أربعة ألوية
ولما وصلت أنباء الهزيمة إلى الخليفة أبي بكر الصديق أهمه الأمر، وجمع كبار الصحابة لتبادل الرأي والمشورة، واستقر الرأي على دفع العدوان، ورد الروم الذين قد يغرهم هذا النصر المفاجئ فيهددون أمن الدولة التي بدأت تستعيد أنفاسها بعد قضائها على حروب الردة، وتوالي أنباء النصر الذي تحقق في جبهة العراق.
جهّز الخليفة الصديق أربعة جيوش عسكرية، واختار لها أكفأ قادته، وأكثرهم مرانًا بالحرب وتمرسًا بالقتال، وحدد لكل جيش مهمته التي سيقوم بها.
أما الجيش الأول فكان تحت قيادة «أبو عبيدة بن الجراح»، ووجهته «حمص» وعدد جيشه 7 الاف مجاهد
- وكان الجيش الثاني بقيادة «يزيد بن ابي سفيان»، ووجهته «دمشق». وعدد جيشه 9 الاف مجاهد
- وجعل أبو بكر الصديق قيادة الجيش الثالث لـ «شرحبيل بن حسنة»، ووجهته منطقة «بصرى»، وعدد جيشه 7 الاف مجاهد
- أما الجيش الرابع فكان بقيادة «عمرو بن العاص»، ووجهته «فلسطين». وعدد جيشه 7 الاف مجاهد أيضا ومجموع الجيوش كلها لا يتجاوز الثلاثين الف وأمرهم أبو بكر الصديق بأن يعاونوا بعضهم بعضًا، وإذا اجتمعوا معًا فالقيادة العامة لـأبو عبيدة بن الجراح.

## وصية الصدِّيق للقادة
وكان الصدِّيق كلما خرج لتوديع جيش من الجيوش الأربعة يوصي قائده بوصايا جامعة، تبين سلوك الفاتحين المسلمين وأخلاقهم في التعامل مع أهالي البلاد القادمين إليها. وأقتطف من وصية الصديق لـ يزيد بن أبي سفيان هذه الكلمات: «وإني موصيكم بعشر كلمات فاحفظوهن: لا تقتلوا شيخًا فانيًا ولا صبيًا صغيرًا ولا امرأة، ولا تهدموا بيتًا ولا بيعة، ولا تقطعوا شجرًا مثمرًا، ولا تعقروا بهيمة إلا لأكل، ولا تحرقوا نخلاً ولا تُغرقوه، ولا تعص، ولا تجبن…»
وجاء في وصيته لـ عمرو بن العاص: «.. اسلك طريق إيلياء حتى تنتهي إلى أرض فلسطين، وإياك أن تكون وانيًا عما ندبتك إليه، وإياك والوهن، وإياك أن تقول: جعلني ابن أبي قحافة في نحر العدو ولا قوة لي به، واعلم يا عمرو أن معك المهاجرين والأنصار من أهل بدر، فأكرمهم واعرف حقهم، ولا تتطاول عليهم بسلطانك.. وكن كأحدهم وشاورهم فيما تريد من أمرك، والصلاة ثم الصلاة، أذن بها إذا دخل وقتها، واحذر عدوك، وأمر أصحابك بالحرس، ولتكن أنت بعد ذلك مطلعًا عليهم..».
وكان مجموع تلك القوات نحو 24 ألف مقاتل، وقد نجحت تلك الجيوش في التوغل في جنوبي الشام، واشتبكت في مناوشات صغيرة مع الروم، واضطر قيصرهم إلى حشد ما يملك من قوات وعتاد حتى يدفع جيوش المسلمين التي أقبلت، ولا هم لها سوى فتح تلك البلاد ونشر العدل والمساواة فيها، ولما رأى المسلمون ما يحشده الروم من قوات ضخمة أرسلوا إلى الصديق يخبرونه بحالهم ويطلبون منه المدد، فأمدهم بـعكرمة بن أبي جهل ومن معه من الرجال، وكان الصديق قد استبقاهم في المدينة تحسبًا لأي طارئ أو مفاجأة تحدث في أثناء الفتح، غير أن جبهة القتال لم يحدث فيها تغيير، ولم يغير المدد شيءًا مما يجري، وتجمد الموقف دون قتال يحسم الموقف في الوقت الذي كان فيه خالد بن الوليد في جبهة العراق ينتقل من نصر إلى نصر، والأبصار متعلقة بما يحققه من ظفر لا تكاد تصدق أن تتهاوى قوة الفرس أمام ضربات خالد حتى سقطت الحيرة في يديه.

## الاستعانة بخالد بن الوليد
هال الخليفة أبا بكر أن تبقى الأوضاع في الشام دون تحريك، وأن يعجز القادة المجتمعون على تحقيق النصر في أول الجولات بينهم وبين قوات الروم التي لم تكن ضعيفة الجانب قليلة الجند، وإنما كانت تعيش فترة زاهية بعد فوزها على الفرس وعودة الثقة إليها.
وعزم الصديق على بث روح جديدة تعودت الفوز والظفر، ومشى النصر في ركابها كأنه قدرها المحتوم، ولم يكن غير خالد من يمكنه تغيير الأوضاع، وإثارة الهمم، ووضع الخطط التي تأتي بالنصر، وكان الصديق أكثر الناس ثقة في كفاءة خالد وقدرته العسكرية، فأطلق كلمته السائرة التي رددتها كتب التاريخ: «والله لأنسين الروم وساوس الشيطان بخالد بن الوليد».
وبعث الصديق إلى خالد بأن يقدم إلى الشام ومعه نصف قواته التي كانت معه في العراق، حتى يلتقي بأبي عبيدة بن الجراح ومن معه، ويتسلم القيادة العامة للجيوش كلها، وفي الوقت نفسه كتب الصديق إلى أبي عبيدة يخبره بما أقدم عليه، وجاء في كتابه: «.. فإني قد وليت خالدًا قتال الروم بالشام، فلا تخالفه، واسمع له وأطع أمره، فإني قد وليته عليك، وأنا أعلم أنك خير منه، ولكن ظننت أن له فطنة في الحرب ليست لك، أراد الله بنا وبك سبل الرشاد والسلام عليك ورحمة الله».
امتثل خالد بن الوليد لأوامر الخليفة، وخرج من الحيرة بالعراق في (8 من صفر 13 هـ = 14 من أبريل 634م) في تسعة آلاف جندي، فسار شمالاً ثم عرج حتى اجتاز صحراء السماوة في واحدة من أجرأ المغامرات العسكرية في التاريخ، وأعظمها خطرًا؛ حيث قطع أكثر من ألف كيلو متر في ثمانية عشر يومًا في صحراء مهلكة حتى نزل بجيشه أمام الباب الشرقي لدمشق، ثم سار حتى أتى أبا عبيدة بالجابية؛ فالتقيا ومضيًا بجيشهما إلى «بصرى».
تجمعت الجيوش كلها تحت قيادة خالد بن الوليد، وحاصر بصرى حصارًا شديدًا واضطرت إلى طلب الصلح ودفع الجزية، فأجابها خالد إلى الصلح وفتحها الله على المسلمين في (25 من شهر ربيع الأول 13 هـ = 30 من مايو 634م)، فكانت أول مدينة فُتحت من الشام صلحًا على أن يؤمنوا على دمائهم وأموالهم وأولادهم، نظير الجزية التي سيدفعونها.

## الاستعداد لأجنادين
بعد سقوط بُصرى استنفر هرقل قواته، وأدرك أن الأمر جد لا هذر فيه، وأن مستقبل الشام بات في خطر ما لم يواجه المسلمين بكل ما يملك من قوة وعتاد، حتى تسلم الشام وتعود طيعة تحت إمرته، فحشد العديد من القوات الضخمة، وبعث بها إلى بصرى حيث شرحبيل بن حسنة في قواته المحدودة، وفي الوقت نفسه جهّز جيشًا ضخمًا، ووجّهه إلى أجنادين من جنوب فلسطين، وانضم إليه نصارى العرب والشام.
تجمعت الجيوش الإسلامية مرة أخرى عند أجنادين، وهي موضع يبعد عن «بيت جبرين» بحوالي أحد عشر كيلو مترًا، وعن الرملة حوالي تسع وثلاثين كيلو مترًا، وكانت الملتقى في السهول الشمالية الغربية لقرية دير الدبان والغرب من قرية عجور وحتى قرى تل الصافي وبركوسيا والتي تعتبر ملتقى مهمًا للطرق. وكان الطريق الروماني القديم يمر من اراضي قرية البريج بمحاذاة وادي الصرار وبالقرب من تل بطاشة الاثري، اكتشفت آثاره من قبل بعثة تنقيب من جامعة نيو اورليانز. ولفد نزل الجيش الروماني من هذه الطريق إلى السهول الغربية للبريج، والاراضي المحيطة بها حتى التلال الجنوبية وصولا إلى تخوم زكريا وعجور.
وان أراضي قرية البريج فيها من الشواهد مايثبت ان المعركة حدثت على ربوعها منها وجود المكان الذي حوى رفات بعض الصحابة الذين استشهدوا في المعركة في موقعين يقعان في الشمال الغربي للبريج، ويعرف الأول باسم الشيخ جنيد نسبة إلى معركة أجنادين، والتي سميت بهذا الاسم ليس لاسم موقع اسمه أجنادين يل لالتقاء جيشين كل منهما يسمى أجناد ومثناهما أجنادين، والموقع الثاني الذي ضم رفات شهداء المعركة هو أبو البلوطات وكان الموقع يضم قبورا بين شجر البلوط، وكان للموقعين قدسية واحتراما عند أهل قرية البريج، وهناك شعب في تلك المنطقة يسمى شعب السجدة، وهو الموقع الذي سجد فيه قائد جيوش المسلمين خالد بن الوليد بعد انتصار جيوش المسلمين على جيوش الرومان والصليبيين. ووجود خربة عامر في جنوب البريج نسبة إلى الصحابي أبو عبيدة عامر بن الجراح الذي تولى قيادة قلب الجيش ولقد بنى الصحابة مسجدا واسعا في البريج وقريبا من مكان المعركة ومكان دفن الشهداء وعرف بالمسجد العمري، وهذا المسجد يتسع لعدة مئات من المصلين ويحوي على رواقين وأعمدة من الرخام وهذا دليل على استقرارهم فيها. وهذا لاينفي ان المعركة امتدت لتصل إلى زكريا وعجور ودير الذبان وذلك لكثرة عدد الجيوش من الطرفين والذي بلغ أكثر من 100 الف مقاتل باسلحته وخيامه ودوابه، وفي روايات أخرى وصل العدد إلى 140 الف مقاتل وهذه الاعداد تلزمهم مساحة شاسعة لاستيعابهم.
نظم خالد بن الوليد جيشه البالغ نحو 30 ألف جندي، وأحسن صنعه وترتيبه على نحو جديد، فهذه أول مرة تجتمع جيوش المسلمين في الشام في معركة كبرى مع الروم الذين استعدوا للقاء بجيش كبير بلغ 70 ألف جندي.
شكّل خالد جيشه ونظّمه ميمنة وميسرة، وقلبًا، ومؤخرة؛ فجعل على الميمنة «معاذ بن جبل»، وعلى الميسرة سعيد بن عامر، وعلى المشاة في القلب أبا عبيدة بن الجراح وعلى الخيل «سعيد بن زيد»، وأقبل خالد يمر بين الصفوف لا يستقر في مكان، يحرض الجند على القتال، ويحثهم على الصبر والثبات، ويشد من أزرهم، وأقام النساء خلف الجيش يبتهلن إلى الله ويدعونه ويستصرخنه ويستنزلن نصره ومعونته، ويحمسن الرجال.
وتهيأ جيش الروم للقتال، وجعل قادته الرجالة في المقدمة، يليهم الخيل، واصطف الجيش في كتائب، ومد صفوفهم حتى بلغ كل صف نحو ألف مقاتل.

## اشتعال المعركة
وبعد صلاة الفجر من يوم (27 من جمادى الأولى 13 هـ = 30 من يوليو 634م) أمر خالد جنوده بالتقدم حتى يقتربوا من جيش الروم، وأقبل على كل جمع من جيشه يقول لهم: 
"اتقوا الله عباد الله، قاتلوا في الله من كفر بالله ولا تنكصوا على أعقابكم، ولا تهنوا من عدوكم، ولكن أقدموا كإقدام الأسد وأنتم أحرار كرام، فقد أبيتم الدنيا واستوجبتم على الله ثواب الآخرة، ولا يهولكم ما ترون من كثرتهم فإن الله منزل عليهم رجزه وعقابه، ثم قال: أيها الناس إذا أنا حملت فاحملوا".
وكان خالد بن الوليد يرى تأخير القتال حتى يصلوا الظهر وتهب الرياح، وهي الساعة التي كان رسول الله (صلى الله عليه وسلم) يحب القتال فيها، ولو أدى ذلك أن يقف مدافعًا حتى تحين تلك الساعة.
أعجب الروم بكثرتهم وغرتهم قوتهم وعتادهم فبادروا بالهجوم على الميمنة؛ حيث يقف معاذ بن جبل، فثبت المسلمون ولم يتزحزح أحد، فأعادوا الكرة على الميسرة فلم تكن أقل ثباتًا وصبرًا من الميمنة في تحمل الهجمة الشرسة وردها، فعادوا يمطرون المسلمين بنبالهم، فتنادى قادة المسلمين طالبين من خالد أن يأمرهم بالهجوم، حتى لا يظن الروم بالمسلمين ضعفا ووهنا ويعاودون الهجوم عليهم مرة أخرى، فأقبل خالد على خيل المسلمين، وقال: احملوا رحمكم الله على اسم الله" فحملوا حملة صادقة زلزلزت الأرض من تحت أقدام عدوهم، وانطلق الفرسان والمشاة يمزقون صفوف العدو فاضطربت جموعهم واحتلت قواهم.

## بطولة وفداء
وفي هذه المعركة أبلى المسلمون بلاءً حسنًا، وضربوا أروع الأمثلة في طلب الشهادة، وإظهار روح الجهاد والصبر عند اللقاء، وبرز في هذا اليوم من المسلمين «ضرار بن الأزور»، وكان يومًا مشهودًا له، وبلغ جملة ما قتله من فرسان الروم ثلاثين فارسًا، وقتلت «أم حكيم» الصحابية الجليلة أربعة من الروم بعمود خيمتها.
وبلغ قتلى الروم في هذه المعركة أعدادًا هائلة تجاوزت الآلاف، واستشهد من المسلمين 450 شهيدًا.
وبعد أن انقشع غبار المعركة وتحقق النصر، بعث خالد بن الوليد برسالة إلى الخليفة أبي بكر الصديق يبشره بالنصر وما أفاء الله عليهم من الظفر والغنيمة، وجاء فيها: "..
أما بعد فإني أخبرك أيها الصديق إنا التقينا نحن والمشركين، وقد جمعوا لنا جموعا جمة كثيرة بأجنادين، وقد رفعوا صلبهم، ونشروا كتبهم، وتقاسموا بالله لا يفرون حتى يفنون أو يخرجونا من بلادهم، فخرجنا إليهم واثقين بالله متوكلين على الله، فطاعناهم بالرماح، ثم صرنا إلى السيوف، فقارعناهم في كل فج.. فأحمد الله على إعزاز دينه وإذلال عدوه وحسن الصنيع لأوليائه"؛ فلما قرأ أبو بكر الرسالة فرح بها، وقال: "الحمد لله الذي نصر المسلمين، وأقر عيني بذلك".
كانت معركة اجنادين أول لقاء كبير بين جيوش الخلافة الراشدة والروم البيزنطيين في الصراع على الشام، وجرت بحوالي سنتين قبل اللقاء الفاصل والحاسم في معركة اليرموك عام 636 ميلادي.